# Вікторія (Сейшельські Острови)
Вікторія (англ. Victoria) — столиця Сейшельських Островів та найбільше місто країни. Місто іноді називають Порт Вікторія, або Мае — воно розташоване у північно-східній частині о. Мае. Вікторія розташована між портом і порослими лісом гірськими масивами, які складають центр острова Мае. Місто було засноване як Французька військова база у 1778 р. під назвою L'Establissement. Коли англійці перебрали контроль над островами за Паризькою мирною угодою, місто було назване на честь королеви Вікторії у 1841 р. За часів британського володіння тут існувала колоніальна адміністрація. У 2010 р. населення столиці становило 26 450 осіб — майже третину усього населення островів. У місті існує морський порт і аеропорт, який відкрили у 1971 році. Зараз Вікторія — це культурний центр островів, де співіснують місцеві креоли, французи, англійці, африканці, індійці й китайці.

## Клімат
Місто знаходиться у зоні екваторіального кліматичного поясу. Найтепліший місяць — березень з середньою температурою 28,3 °C (83 °F). Найхолодніший місяць — липень, з середньою температурою 26,1 °C (79 °F).
| Клімат Вікторії         | Клімат Вікторії | Клімат Вікторії | Клімат Вікторії | Клімат Вікторії | Клімат Вікторії | Клімат Вікторії | Клімат Вікторії | Клімат Вікторії | Клімат Вікторії | Клімат Вікторії | Клімат Вікторії | Клімат Вікторії | Клімат Вікторії |
| Показник                | Січ.            | Лют.            | Бер.            | Квіт.           | Трав.           | Черв.           | Лип.            | Серп.           | Вер.            | Жовт.           | Лист.           | Груд.           | Рік             |
| Абсолютний максимум, °C | 32              | 32              | 32              | 37              | 32              | 33              | 35              | 30              | 32              | 33              | 31              | 32              | 37              |
| Середній максимум, °C   | 28              | 29              | 30              | 30              | 30              | 28              | 27              | 27              | 28              | 28              | 29              | 28              | 28              |
| Середня температура, °C | 27              | 27              | 28              | 28              | 28              | 27              | 26              | 26              | 26              | 27              | 27              | 27              | 27              |
| Середній мінімум, °C    | 25              | 26              | 26              | 26              | 26              | 25              | 24              | 24              | 25              | 25              | 25              | 25              | 25              |
| Абсолютний мінімум, °C  | 18              | 20              | 17              | 18              | 17              | 18              | 20              | 21              | 17              | 16              | 21              | 22              | 16              |
| Норма опадів, мм        | 380             | 270             | 220             | 180             | 160             | 90              | 80              | 70              | 130             | 160             | 220             | 330             | 2350            |
| ----------------------- | --------------- | --------------- | --------------- | --------------- | --------------- | --------------- | --------------- | --------------- | --------------- | --------------- | --------------- | --------------- | --------------- |
| Джерело: Weatherbase    |                 |                 |                 |                 |                 |                 |                 |                 |                 |                 |                 |                 |                 |

## Визначні місця

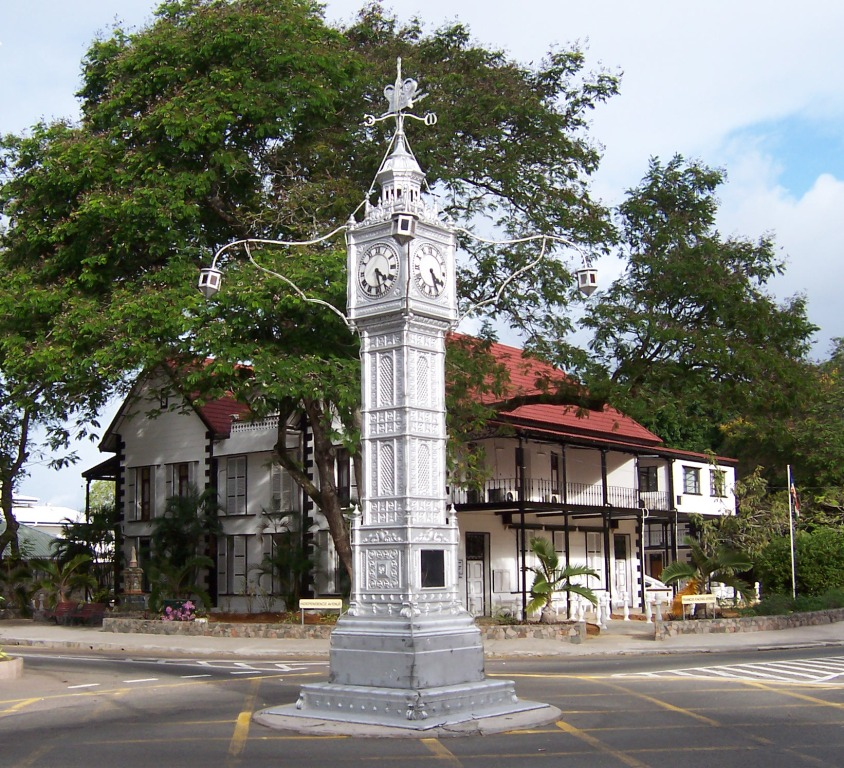
Годинникова Башта

Серед визначних місць найвідоміша Годинникова Башта (Clock Tower) — це пишний срібний годинник, побудований у 1903 р. з нагоди святкування нового статусу Сейшельських островів як колонії британської корони. Пам'ятник оточений будинками колоніальних часів і фонтаном Королеви Вікторії.
Ботанічні Сади є іншим цікавим місцем у місті — вони являють собою палісадники, що були спроєктовані в 1901 р. Тут є кокос «de mer» — символ Сейшельських островів, разом з іншими ендемічними пальмами, квітками і фруктовими деревами. Є маленький парк гігантської черепахи і променади тропічного лісу.
Католицький Собор Непорочного Зачаття є центром релігійного життя країни. Собор був побудований у 1874 р. у стилі Французької колоніальної доби. За межами собору є красивий палісадник з граціозною статуєю Діви Марії, яка стоїть перед пишною будівлею семінарії Капуцинів, побудованої у 1933 р. Англіканський Собор Святого Павла — сучасний собор побудований у 2003, з яким поєднали його 150-річний попередник.

## Адміністративний поділ

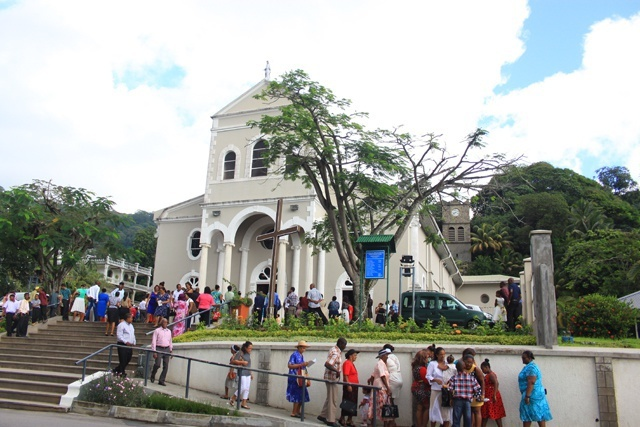
Собор Непорочного Зачаття

У складі міста знаходяться вісім адміністративних округів:
1. Бель-Ер (Bel Air)
2. Ле-Мамель (Les Mamelles)
3. Ля-Рив'єр-Англез (La Riviere Anglaise)
4. Мон-Бюкстон (Mont Buxton)
5. Мон-Флері (Mont Fleuri)
6. Плезанс (Plaisance)
7. Рош-Кеман (Roche Caiman)
8. Сен-Луї (Saint Louis)